# Stone (gewichtsmaat)
Een stone is een massa-eenheid die in het Verenigd Koninkrijk, Ierland en de meeste landen van het Commonwealth in gebruik is. Het staat gelijk aan 14 pound ofwel 6,35029318 kilogram. 
Voorheen werden met name landbouwproducten, zoals aardappelen in hoeveelheden van stones of halve stones verhandeld. Hoewel niet langer een officiële maat, is het in Engeland en Ierland nog wel in trek om het menselijk gewicht ermee aan te duiden. Iemand zegt bijvoorbeeld "Ik weeg 11 stone 13" (11 stone en 13 pond = ca. 76 kg). In het Verenigd Koninkrijk en Ierland is het niet gebruikelijk om lichaamsgewicht uitsluitend in ponden uit te drukken.
De stone is in de Verenigde Staten en Canada onbekend als eenheid van gewicht. 